# One Foot in the Blues
One Foot in the Blues è un album di raccolta del gruppo musicale statunitense ZZ Top, pubblicato nel 1994.

## Tracce
1. Brown Sugar
2. Just Got Back from Baby's
3. A Fool for Your Stockings
4. I Need You Tonight
5. She Loves My Automobile
6. Hi Fi Mama
7. Hot, Blue and Righteous
8. My Head's in Mississippi
9. Lowdown in the Street
10. If I Could Only Flag Her Down
11. Apologies to Pearly
12. Sure Got Cold After the Rain Fell
13. Bar-B-Q
14. Old Man
15. Certified Blues
16. 2000 Blues
17. Heaven, Hell or Houston

## Formazione
- Billy Gibbons – chitarra, voce
- Dusty Hill – basso, tastiera, cori, voce (in Hi Fi Mama)
- Frank Beard – batteria, percussioni